# XXIX Spadochronowe Mistrzostwa Polski konkurencje klasyczne – Gliwice 1985
XXIX Spadochronowe Mistrzostwa Polski konkurencje klasyczne – Gliwice 1985 – odbyły się 22–31 sierpnia 1985 na gliwickim lotnisku. Gospodarzem Mistrzostw był Aeroklub Gliwicki wraz z sekcją spadochronową, a organizatorem Aeroklub Polski. Otwarcia zawodów dokonał prezes Zarządu Głównego Aeroklubu PRL gen. brygady dr inż. pilot Władysław Hermaszewski w towarzystwie I sekretarza Komitetu Miejskiego PZPR w Gliwicach Stefana Zemły, przewodniczącego MRN w Gliwicach Stanisława Błauta i wiceprezydenta miasta Henryka Radaszkiewicza. Do dyspozycji skoczków były 3 samoloty An-2. Podczas zawodów wykonano 750 skoków spadochronowych.

## Rozegrane kategorie
Zawody rozegrano w czterech kategoriach spadochronowych:
- Indywidualne celność lądowania
- Indywidualnie kobiety celność lądowania.

Źródło:

## Uczestnicy zawodów
Uczestników XXIX Spadochronowych Mistrzostw Polski w konkurencjach klasycznych – Gliwice 1985 podano za: Jan Isielenis, Archiwum Sekcji Spadochronowej Aeroklubu Gliwickiego, 1985, s. 1.
W zawodach brali udział zawodnicy z Aeroklubów regionalnych  oraz grupa zawodników rumuńskich .
Uczestnikami zawodów m.in. byli: Marek Boryczka (Aeroklub Gliwicki), Roman Grudziński (Aeroklub Gliwicki), Jan Isielenis (Aeroklub Gliwicki), Krystyna Pączkowska (WKS „Śląsk”), Anna Tarczoń (Aeroklub Nowy Targ), Renata Gładysz (Aeroklub Wrocławski), Marek Fotyga (WKS „Zawisza”), Wiesław Skóra (WKS „Zawisza”), Wiesław Guzik (WKS „Wawel”).

## Medaliści
Medalistów XXIX Spadochronowych Mistrzostw Polski w konkurencjach klasycznych – Gliwice 1985 podano za: Lidia Kosk: Wyniki Spadochronowych Mistrzostw Polski – konkurencje klasyczne. 1985.
| Konkurencja                   | Złoto               | Srebro        | Brąz           |
| Indywidualnie celność         | Marek Fotyga        | Wiesław Skóra | Wiesław Guzik  |
| Indywidualnie kobiety celność | Krystyna Pączkowska | Anna Tarczoń  | Renata Gładysz |

## Wyniki zawodów
Wyniki XXIX Spadochronowych Mistrzostw Polski w konkurencjach klasycznych – Gliwice 1985 podano za: Lidia Kosk: Wyniki Spadochronowych Mistrzostw Polski – konkurencje klasyczne. 1985.
- Klasyfikacja indywidualna (celność lądowania): I miejsce – Marek Fotyga (WKS „Zawisza”), II miejsce – Wiesław Skóra (WKS „Zawisza”), III miejsce – Wiesław Guzik (WKS „Wawel”).

- Klasyfikacja indywidualna kobiety (celność lądowania): I miejsce – Krystyna Pączkowska (WKS „Śląsk”), II miejsce – Anna Tarczoń (Aeroklub Nowy Targ), III miejsce – Renata Gładysz (Aeroklub Wrocławski).

## Galeria

XXIX Spadochronowe Mistrzostwa Polski konkurencje klasyczne – Gliwice 1985
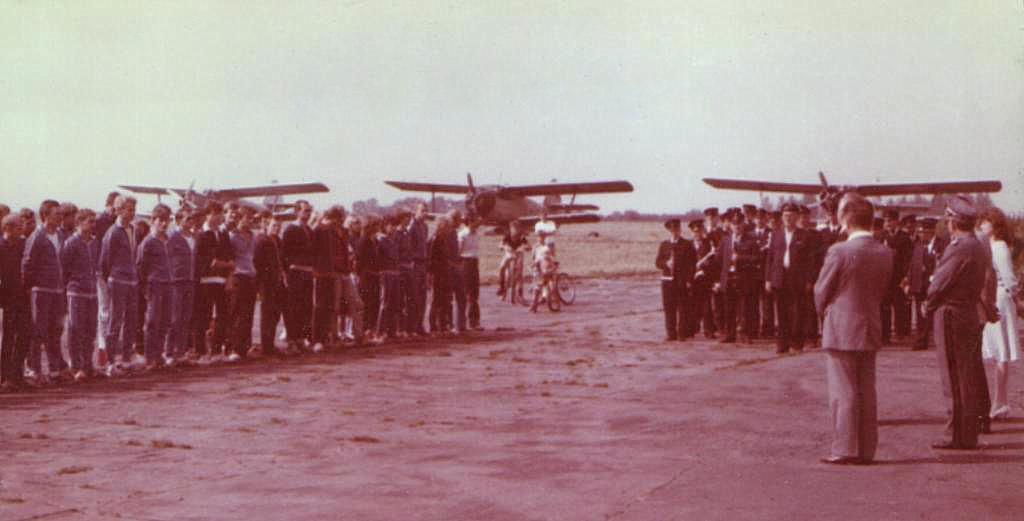
Oficjalne otwarcie
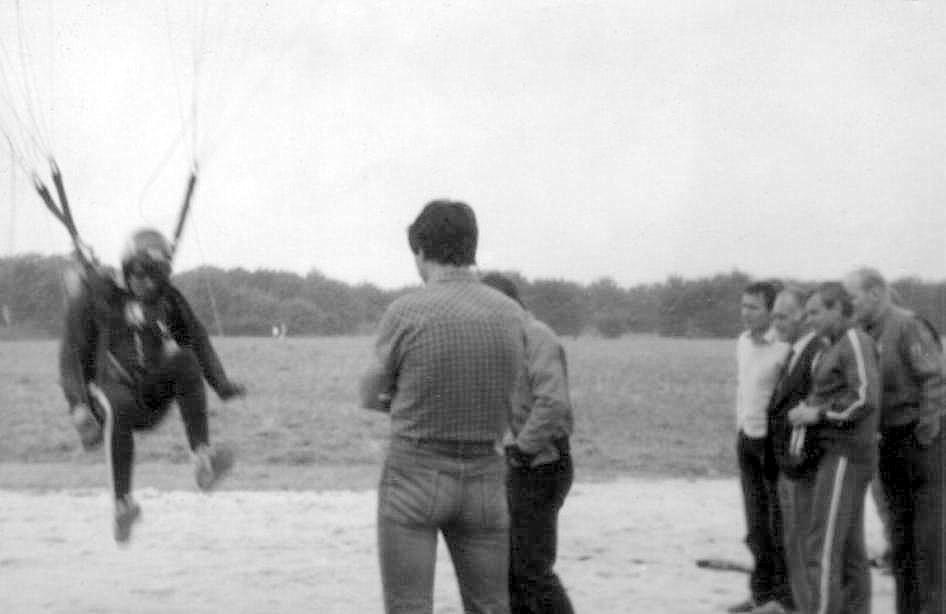
Lądowanie w kole
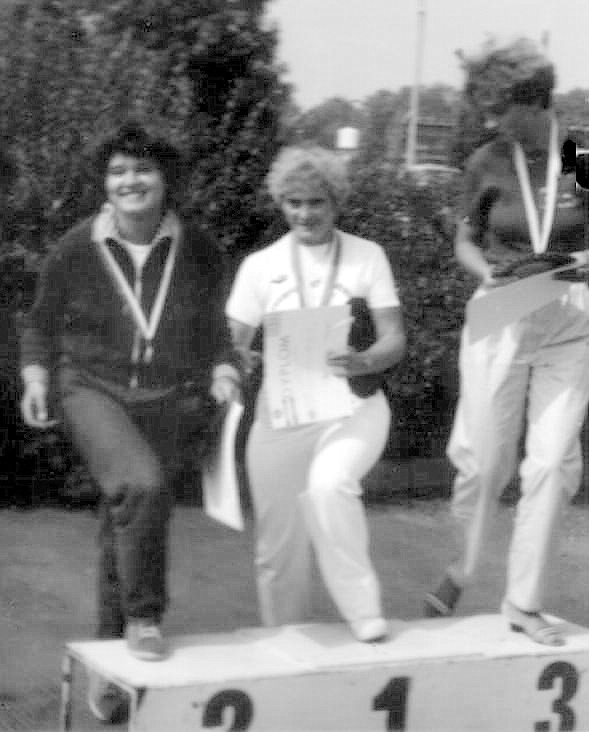
Zwycięzcy klasyfikacji kobiet
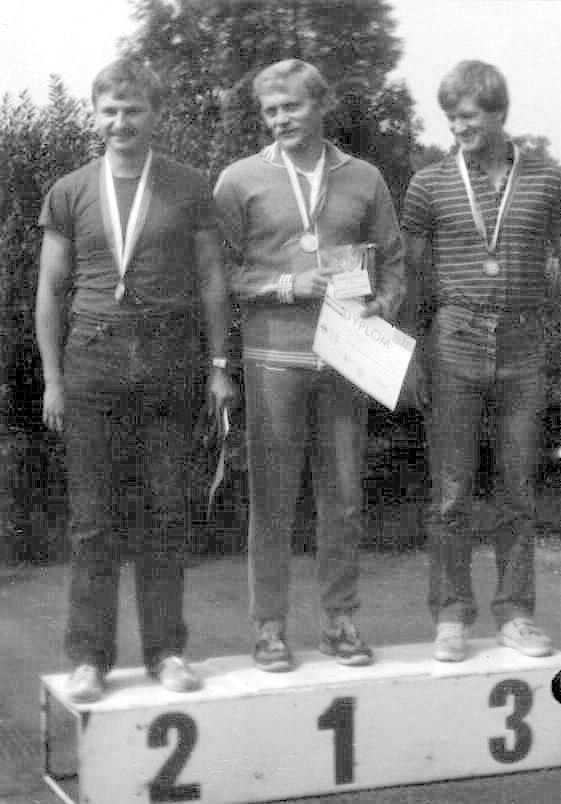
Zwycięzcy klasyfikacji indywidualnej